# 蒂拉登特斯 (米纳斯吉拉斯州)
蒂拉登蒂斯是巴西米纳斯吉拉斯州的一个市镇。总面积83.209平方公里，总人口6547人，人口密度78.7人/平方公里。